# پاپ
پاپ یا پاپا (به لاتین: Papa) اسقف رم و رهبر کلیسای کاتولیک در سطح جهان و حاکم واتیکان است. به اعتقاد کاتولیک‌ها، تقدم پاپی تا حد بسیار زیادی ناشی از نقش او به عنوان جانشین رسولانه پطرس است، که عیسی تقدم را به او اعطا کرده، کلیدهای بهشت و قدرت‌های «وصل و فصل کردن» را به او بخشیده و او را صخره ای نامیده که کلیسا بر آن ساخته خواهد شد. پاپ فعلی لئون چهاردهم است که در ۸ مه ۲۰۲۵ در جریان کنکلاو ۲۰۲۵ پاپ انتخاب شد.
حوزه اقتدار سریر اسقفی سریر مقدس خوانده می‌شود. این سریر مقدس بر اساس حقوق بین‌الملل، نهاد حاکم مستقر در واتیکان و دولت‌شهری محصور درون رُم است، که بر اساس پیمان لاتران در سال ۱۹۲۹ بین ایتالیا و سریر مقدس برای حصول اطمینان از استقلال زمانی و معنوی آن ایجاد شد. سریر مقدس در سطوح گوناگون در سازمان‌های بین‌المللی و پیمان‌های سیاسی با بسیاری از دولت‌های مستقل حضور دارد و به رسمیت شناخته شده است.

## تاریخ باستان
تاریخ‌شناسان کاتولیک و غیر کاتولیک به اتفاق می‌گویند که بنیان‌گذاری مقام پاپی به شکل امروزی، در قرن‌های پس از ورود پطرس به رم در سال ۵۰ میلادی توسعه یافت.
در طول اولین قرن کلیسای مسیح، پایتخت رم به عنوان مرکز مسیحیت شناخته می‌شد؛ زیرا توسط پطرس بنا نهاده شده بود؛ ولی مراجع ناچیزی راجع به قرن اول و برتری پاپ رم در خارج از رم وجود دارد. به نظر برخی تاریخ شناسان، حقایقی مثل نامهٔ امان رم به کورینتیانس  و اینکه سنت ایگناتیوس اهل آنتیوچ در نامه‌ای که به رم نوشته بود از کلمات رهبری کردن و مردم رم استفاده کرده بود، را دلیلی بر اثبات مقام پاپی در آن سال‌ها می‌دانند. برخی نیز اعتقاد دارند که این مدارک فقط بر برتری شرف و افتخار رم دلالت دارد.
در تمدن دوم (پس از میلاد مسیح ۱۸۹)، برتری کلیسای رم به وضوح مشاهده می‌شود. چرا که سنت ایرنائوس از لیون می‌گوید تمامی کلیساها با رم موافقت کردند و به نمایندگان پاپ در هر مکانی تبدیل شدند. در قرن سوم نشانه‌های بسیاری از تسلط و برتری کلیسای رم وجود دارد.
اولین انجمن کنستانتینوپل (۳۸۱ پس از میلاد) با قدرت اعلام کرد که برتری رم به اثبات رسیده است و پاپ لئو یکم در سال ۴۴۰ که پیروی از پاپ تبدیل به آیینی شده است که حضرت مسیح برای اولین بار به کشیش پیتر اهدا کرده بود.
عقاید دینی و اصول سنت کلیسای کاتولیک رم این‌گونه می‌آموزد که تأسیس مقام پاپی در نوشته‌های بابلی دستور داده شده است: «ماتیوس (متا) ۱۶:۱۸–۱۹» و من به تو می‌گویم که تو پیتر هستی و در برابر این صخره من کلیسای خود را خواهم ساخت و دروازه‌های عالم اصوات بر آن پیروز نخواهند شد. من به تو کلید پادشاهی آسمان را خواهم داد، هر آنچه که تو در زمین اجباری کنی در آسمان اجباری خواهد بود و هر چه را که در زمین از دست بدهی، در آسمان از دست خواهی داد. اسم «پیتر» در اینجا به معنی صخره است و مرجع «کلید پادشاهی آسمان» کلیدهای نمادینی هستند که در میان سمبل‌های کاتولیک پاپی پیدا می‌شوند."

## انتخاب، مرگ و استعفا

### انتخاب

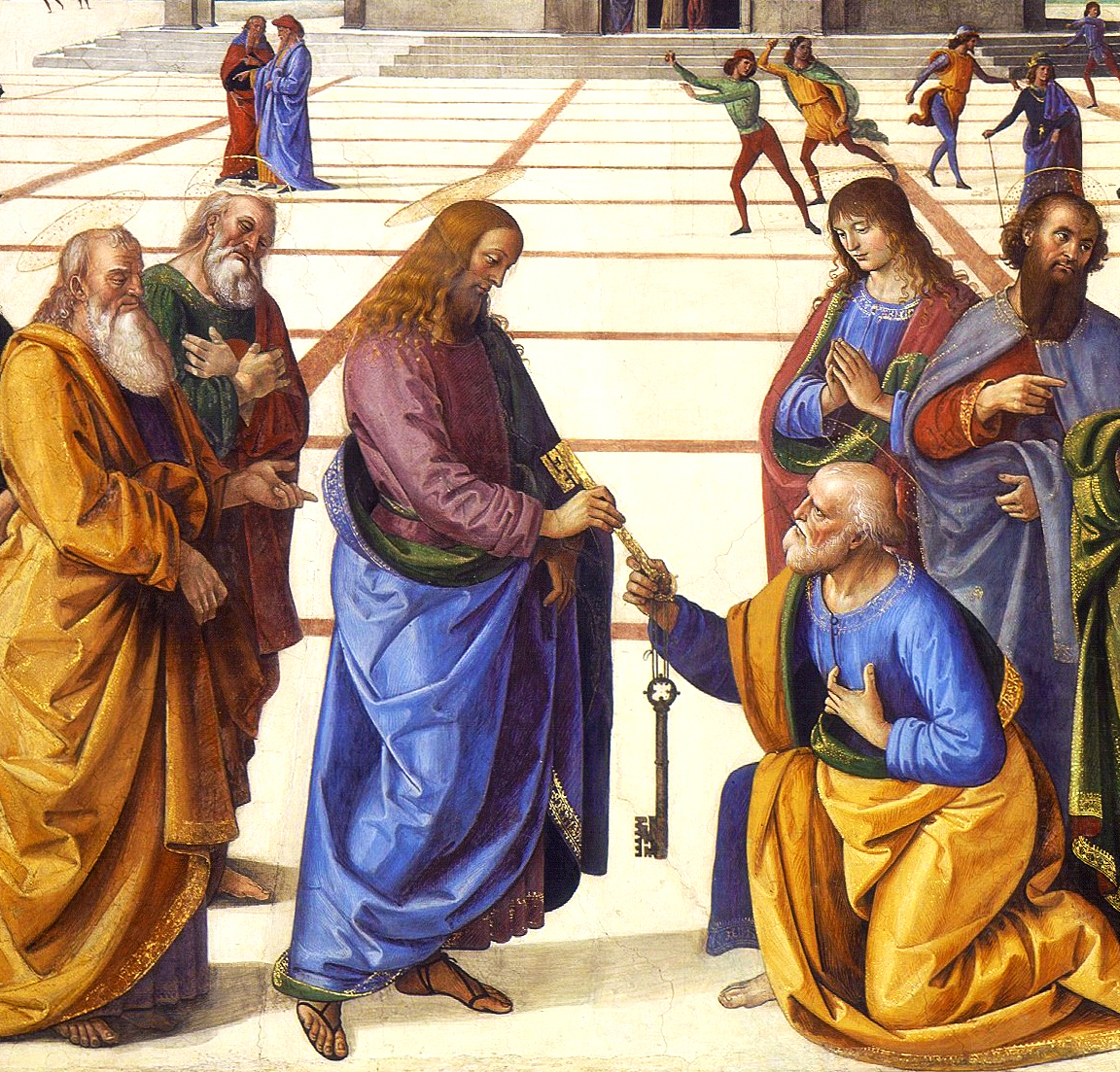
عیسی مسیح در حال دادن کلید به سنت پیتر (۱۴۸۱–۸۲)

پاپ توسط کاردینال‌های مقیم رم و اطراف آن در کنکلاو پاپ برگزیده می‌شد. تا سال ۶۵۴ میلادی ۱۳ تن از ۱۵ پاپ برگزیده شده از اهالی شهر رم بودند و اغلب رابطه خوبی با صاحبان قدرت و ثروت نداشتند. در سال ۱۰۵۹، حق انتخاب به کاردینال‌های کلیسای مقدس رم داده شد و در سال ۱۱۷۹، حق رای تمامی کاردینال‌ها، یکسان اعلام شد. پاپ اوربان ششم که در سال ۱۳۷۸ میلادی انتخاب شد، آخرین پاپی بود که در زمان انتخاب، کاردینال نبود. قانون کلیسا می‌گوید که اگر یک فرد غیر روحانی انتخاب شود باید از رئیس مجمع کاردینال‌ها تقدیس اسقفی بگیرد. در قوانین کنونی کلیسا، پاپ توسط کاردینال‌هایی که کمتر از ۸۰ سال دارند، انتخاب می‌شود.
دومین شورای لیون در ۷ مه ۱۲۷۴ تشکیل شد تا بر انتخاب پاپ نظارت کنند. این انجمن حکم کرد که گزینندگان باید تا ده روز پس از مرگ پاپ جمع شوند و تا زمان انتخاب پاپ، درها به روی آن‌ها بسته شوند. در اوایل سده ۱۶ میلادی، نحوهٔ انتخاب با زمان حال تفاوت می‌کرد که باعث می‌شد بین زمان مرگ پاپ و گردهمایی کاردینال‌ها تغییر ایجاد شود.
در آن زمان آرا به صورت شفاهی اعلام می‌شدند که ساده‌ترین راه بود. آرای شفاهی برای آخرین بار در سال ۱۶۲۱ مورد استفاده قرار گرفت. پاپ ژان پل دوم، اخذ رای زبانی را منسوخ کرد و پس از آن پاپ با آرای مجمع کاردینال‌ها و با برگه‌های رأی انتخاب می‌شود.
انتخابات معمولاً در کلیسای کوچک سیستین انجام می‌شود. سه کاردینال منتخب برای جمع‌آوری آرای کاردینال‌های غائب (به علت بیماری) و سه کاردینال برای شمارش آرا و سه کاردینال برای نظارت بر شمارش آرا انتخاب می‌شوند. برگه‌های رأی پخش می‌شوند و هر کاردینال نام فرد مورد نظر را می‌نویسد و با صدای بلند سوگند می‌خورد که «به کسی که تحت فرمان خدا فکر می‌یابد انتخاب شود» و سپس آن را درون صندوق رأی می‌اندازد. قبل از خواندن، شمار رأی‌ها شمرده می‌شوند و اگر شمار آن‌ها با تعداد شرکت‌کنندگان یکسان نباشد، آراء سوخته می‌شوند و رای‌گیری بار دیگر انجام می‌شود. سپس کاردینال دیگری با نخ و سوزن برگه‌ها را به هم وصل می‌کند تا هیچ گونه تقلبی صورت نگیرد. رأی‌گیری تا زمانی انجام می‌شود که پاپ با دو سوم آراء انتخاب شود.
یکی از جوانب معروف انتخابات پاپ این است که نتایج شمارش آراء هر لحظه به جهانیان اعلام می‌شود. پس از انتخابات، برگه‌های رأی در آتش سوزانده می‌شود و دود آن از طریق دودکش میدان سنت پیتر دیده می‌شود؛ ولی اگر در انتخابات تخلف شود، برگه‌های رأی با مواد شیمیایی سوزانده می‌شوند که دود سیاهی تولید می‌کند؛ اما در انتخابات موفق، برگه‌ها به تنهایی سوزانده می‌شوند که دود سفیدی تولید می‌کند و انتخاب پاپ جدید را اعلام می‌کند.
سپس رئیس انجمن کاردینال‌ها از پاپ می‌خواهد تا تشریفات را انجام دهد. ابتدا می‌پرسد: «آیا انتخاب آزادانهٔ خود را می‌پذیری؟» با پاسخ «می‌پذیرم» مسئولیت پاپ آغاز می‌شود. سپس می‌پرسد: «تو را با چه نامی صدا بزنیم؟» سپس پاپ جدید نام سلطنتی را که انتخاب کرده اعلام می‌کند. (اگر خود رئیس انجمن به عنوان پاپ انتخاب شود، نائب رئیس این کارها را می‌کند). پاپ جدید از «دروازهٔ اشک» به اتاق لباس پوشیدن می‌رود که سه لباس رسمی پاپی کوچک، متوسط و بزرگ در آن قرار دارد. سپس حلقهٔ فیشرمن به پاپ داده می‌شود. سپس پاپ به جایگاه افتخار می‌رود و بقیه کاردینال‌ها از دعای خیر او بهره‌مند می‌شوند. سپس خادم کلیسا از فراز بالکن میدان سنت پیتر اعلام می‌کند که «من به شما یک خبر خوب می‌دهم! ما یک پاپ داریم» "habemus papam". سپس نام پاپ و نام سلطنتی او را اعلام می‌کند.
تا سال ۱۹۷۸، مراسم انتخاب پاپ چند روز طول می‌کشید و از کلیسای کوچک سیستین تا سالن کلیسای سنت پیتر ادامه داشت. در آنجا مراسم تاجگذاری انجام می‌شد و اولین موعظه اش را به عنوان پاپ ارائه می‌کرد. با انتخاب پاپ ژان پل اول، این مراسم منسوخ شد.
برخی از کاتولیک‌های سنت گرا تقاضا دارند مراسم سوگند پاپ (که به نام سوگند علیه مدرنیسم) نامیده می‌شود. دوباره انجام شود. پاپ‌های بعد از پاپ ژان پل اول این سوگند را بجا نیاورده‌اند. هرچند منطق و دلیل موجهی بر این تقاضا وجود ندارد.
کلمهٔ لاتین «sede vacante» (کرسی خالی) به فاصلهٔ بین دو دورهٔ پاپ گفته می‌شود، یعنی فاصلهٔ بین مرگ پاپ قبلی و انتخاب جانشین. از این مفهوم، واژهٔ «سده واکانتیسم» گرفته می‌شود که به معنی تعیین کردن عده‌ای از کاتولیک‌های مخالف است که ادعا می‌کنند هیچ پاپ قانونی و شرعی انتخاب نشده است و بنابراین کرسی خالی وجود دارد. یکی از دلایل مخالفت با این عقیده اینست که اصلاح دومین انجمن واتیکان و به‌خصوص جانشین کردن جسد تریدشین با جسد پل ششم بدعت‌آمیز و حاکی از کفر است.
در سال‌های زیادی مقر پاپی سازمانی بود که ایتالیایی‌ها بر آن مسلط بودند. قبل از انتخاب پاپ ژان پل دوم، کارول وویتیلا در سال ۱۹۷۸ که غیر ایتالیایی بود، آخرین پاپ غیر ایتالیای پاپ آوریان ششم، آلمانی بود که در سال ۱۵۲۲ انتخاب شده بود. پس از پاپ ژان پل دوم، بندیکت شانزدهم که آلمانی بود به مقام پاپی رسید تا نشان دهد که سلطهٔ ایتالیایی‌ها بر مقر پاپی پایان یافته است.

### مرگ

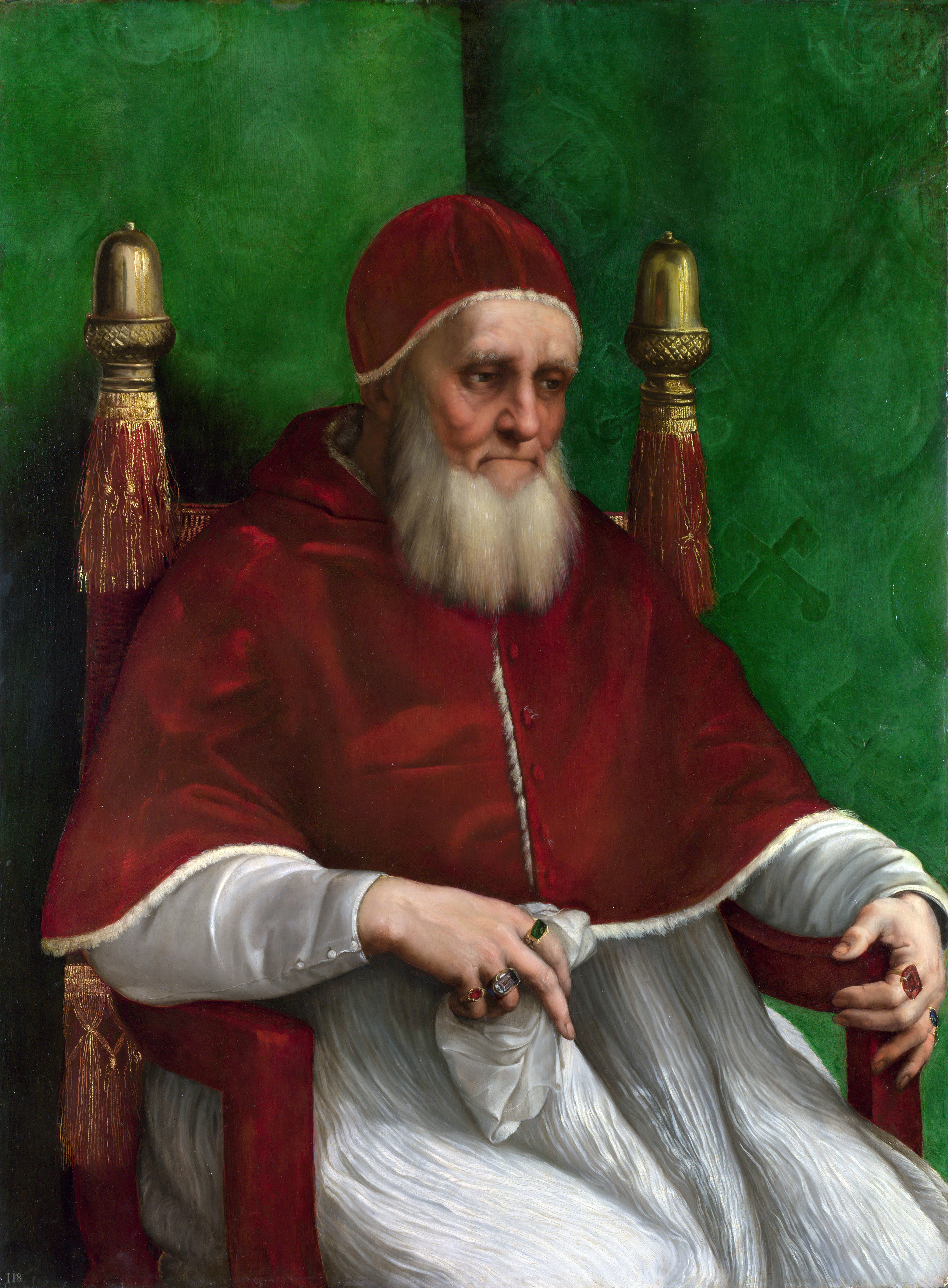
ژولیوس دوم

قوانینی که امروزه بر فاصلهٔ بین مرگ پاپ و انتخاب جانشین حاکم هستند، از زمان ژان پل دوم (۱۹۹۶) به جای مانده‌اند. در طول مدت خالی بودن کرسی، انجمن کاردینال‌ها که از نصیحت گران اصلی پاپ تشکیل شده است. مسئول اداره کردن کلیسا و واتیکان هستند. هرچند قانون کلیسا صراحتاً کاردینال‌ها را از اداره کردن کلیسا منع می‌کند.
اگر نیاز به تصدیق پاپ در تصمیمی باشد، صبر می‌کنند تا پاپ جدید انتخاب شده و مشغول به کار شود.
مدت زیادی تقاضا می‌شد که کاردینال پرده دار در مراسم رسمی، مرگ پاپ را با زدن سه ضربهٔ آرام با چکش نقره‌ای به سر پاپ اسبق اعلام کند و سه بار اسمش را صدا بزند، هرچند این عمل هیچگاه انجام نشده است. توافق شده است که اگر روزی این مراسم انجام شد. پس از مرگ ژان پل دوم باشد. سپس کاردینال پرده دار، حلقهٔ فیشرمن را برمی‌دارد. معمولاً حلقه در دست راست پاپ است؛ ولی در مورد پاپ پل ششم، در یکسال پایانی عمرش حلقه را دست نکرده بود.
ممکن است به دلایل درمانی نیز حلقه خارج شده باشد. سپس پرده دار حلقه را در حضور سایر کاردینال‌ها به دو نیم تقسیم می‌کند. مهر مخصوص پاپ از بین می‌رود تا مجدداً مورد استفاده قرار نگیرد و آپارتمان شخصی او نیز مهر و موم می‌شود.
بدن چند روزی در واتیکان می‌ماند و سپس از طریق راه سری از کلیسا به کلیسای جامع برده می‌شود و در آنجا دفن می‌شود، در حالیکه پاپ‌های قرن ۲۰ در کلیسای سنت پیتر دفن می‌شدند. سپس مراسم سوگواری به مدت ۹ روز انجام می‌شود.

### استعفا

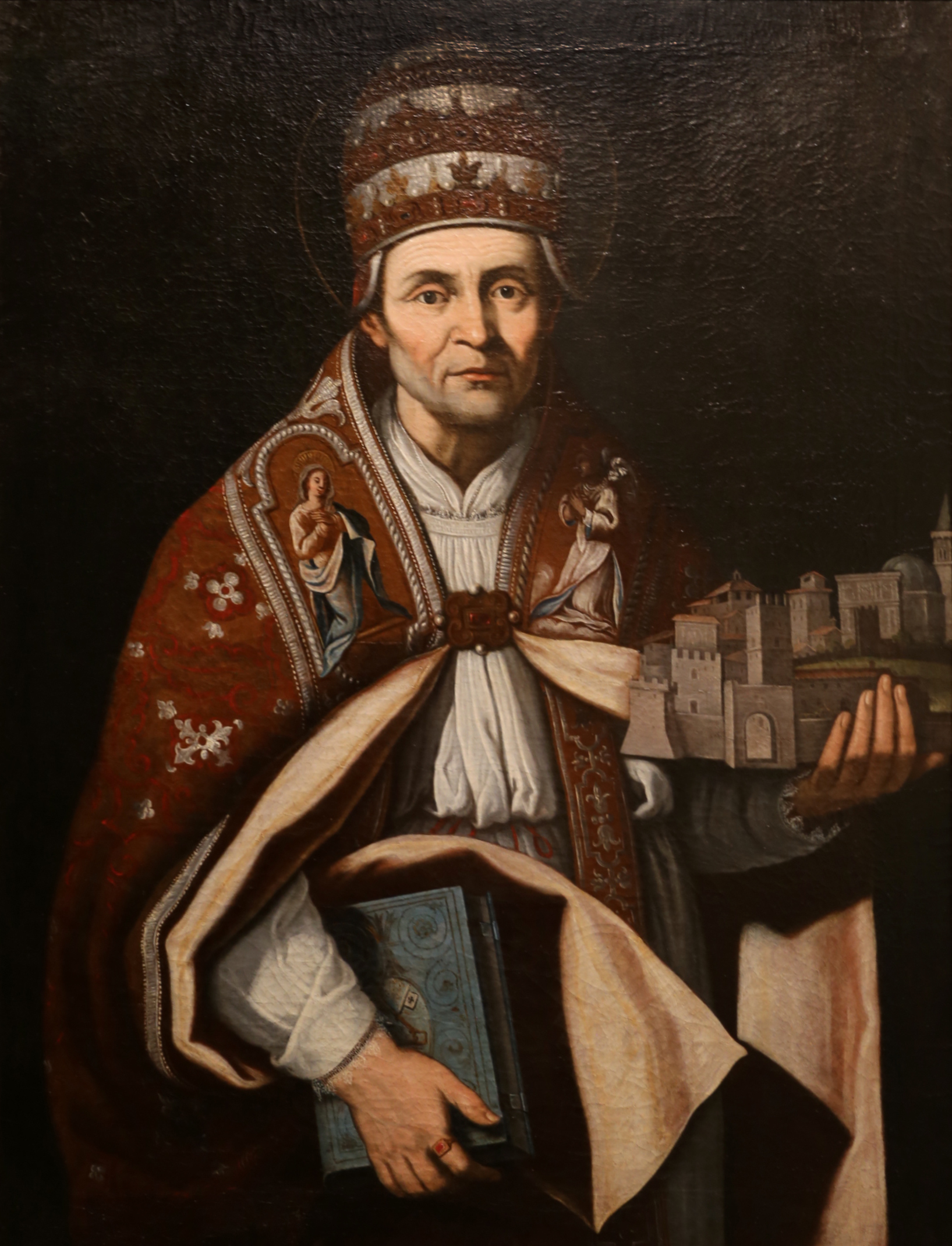
سلستین پنجم

طبق قوانین کشور واتیکان ۳۳۲ §۲ اگر پاپ از مسئولیت خود استعفا دهد، باید اعتبار آن و آزادانه بودن و آشکار بودن آن بررسی شود. طبق قانون واتیکان هیچ مرجعی حق رد کردن استعفای پاپ را ندارد.
پاپ سلستین پنجم در سال ۱۲۹۴ و پاپ گریگوری هفتم در سال ۱۴۰۹ از این حق استفاده کردند و پس از آنها و در سال ۲۰۱۳، پاپ بندیکت شانزدهم آخرین پاپی است که این کار را کرده است.
هرچند بند ۳۳۲ §۲ قانون کلیسا باعث موارد زیر می‌شود:
- پاپ ژان پل دوم مجبور بود بعلت بیماری استعفا دهد.
- اعلام عمومی باعث می‌شد تا او در صورت عدم انجام وظایفش، استعفا دهد.

پاپ ژان پل دوم استعفا نداد. او در ۲ آوریل ۲۰۰۵ پس از دورهٔ طولانی بیماری دار فانی را وداع گفت و در ۸ آوریل ۲۰۰۵ به خاک سپرده شد.
پس از مرگ او در وصیتنامه اش نوشته بود که از او خواسته بودند که در سال ۲۰۰۰ و در نزدیک ۸۰ سالگی استعفا بدهد. هرچند این قسمت وصیتنامه واضح نیست و تعابیر متفاوتی از آن می‌شود.
در مارس ۲۰۱۳ پاپ بندیکت شانزدهم از سمت خود استعفا داد.

## القاب پاپ

### القاب بکار رفته اخیر
القاب حضرت پاپ، به ترتیبی که در «آنواریو پونیفسیو» استفاده می‌شوند:
- اسقف رم
- جانشین مسیح
- جانشین شاهزاده حواریون
- کاهن بزرگ کلیسای جهانی
- پیشوای مذهبی ایتالیا
- اسقف متروپولیتان ایالات رم
- پاپ اعظم شهر واتیکان
- خادم خادمان خدا

### در گذشته بکار رفته
- بزرگ غرب (در سال ۲۰۰۶ منسوخ شد)
- جانشین قلمرو پاپ

### تاریخ القاب پاپی

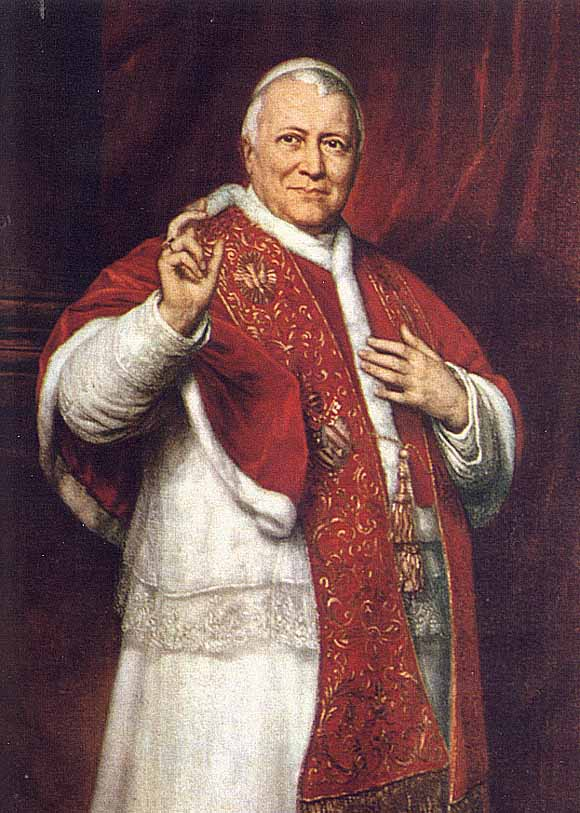
پاپ پیوس نهم، بیشتر از همه پاپهای دیگر در این مقام ماند.

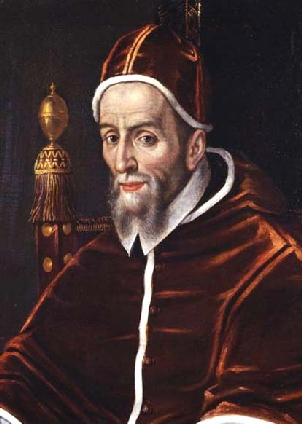
اوربان هفتم، کمتر از همه پاپهای دیگر در این مقام ماند.

لقب «جانشین مسیح» به مأموریت الهی پاپ برمی‌گردد. از قرن پنجم و ششم از این لقب استفاده می‌شود. دومین انجمن واتیکان لقب جانشین مسیح و جانشین پیتر را تأیید کرده است.
استفاده از لقب کاهن بزرگ (Pontifex Maximus) به اواخر قرن چهارم بازمی‌گردد. لقب باستانی اسقف اعظم رم توسط کشیشان رم در نظر گرفته شد. این لقب به سایر اسقف‌های متروپولیتن نیز گفته می‌شود هرچند که نمونه‌های محدودی موجود است. در قرن یازدهم، این لقب به‌طور گسترده برای اسقف رم استفاده می‌شد. افزودن اصطلاح کلیسای جهانی به لقب در سال‌های اخیر بوده است.
لقب «خادم خادمان خدا» توسط رهبران کلیسا مثل سنت آگوستین و سنت بندیکت مورد استفاده قرار گرفته است. این لقب تا قبل از قرن ۱۳ استفاده نمی‌شده است. اسناد انجمن واتیکان نشان می‌دهد که این لقب بیانگر وظیفهٔ پاپ به عنوان خدمت‌رسان به سایر
اسقف‌های جهان می‌باشد. القاب «رهبر ایتالیا»، «اسقف اعظم متروپولیتان ایالات رم» و «پاپ اعظم شهر واتیکان» نیز اشاره به قدرت پاپ طبق قانون کلیسا و عهدنامهٔ لاتران در سال ۱۹۲۹ دارد.
امضای پاپ معمولاً به صورت "NN.PP.x" است (برای مثال امضای پاپ ششم به صورت "paulus PP.VI" بوده است). PP نشاندهندهٔ کلمهٔ پاپ است و نام وی معمولاً با پسوند "Pont. Max." یا"P.M." به کارمی رود (مخفف (Pontifex Maximus و NN نشاندهندهٔ اسقف کلیسای کاتولیک است. سایر القاب مورد استفاده عبارتند از: "سوموس پونتیفکس" (کشیش اعظم) " سانتیسیوس پاتراً و " بیتیسمیوس پاتر" (مقدس‌ترین پدر و بخشنده‌ترین پدر)، " سانتیسموس دومینوس نوستر" (مقدس‌ترین ارباب ما) و " دومینوس آپوستولیکوس" (ارباب وابسته به پاپ). در نوشته‌های غیررسمی، کاتولیک‌ها از حروف اختصاری مثل HH (قدیسیت او)، مانند HH بندیکت شانزدهم، استفاده می‌کنند.
دفتر رسمی پاپ در کلیسای سنت جان لاتران و اقامتگاه رسمی او قصر واتیکان است. او یک قصر تابستانی در قلعهٔ گاندولفو (در نزدیکی شهر باستانی آلبالونگا) دارد. در گذشته، اقامتگاه رسمی پاپ، قصر لاتران بود که توسط امپراتور رم، کنستانتین اول، اهدا شده بود.
حوزهٔ قضایی روحانی پاپ (مقر پاپ) متفاوت از حوزهٔ دنیوی (شهر واتیکان) است. مقر پاپ محل اتصال روابط بین‌المللی است و در سالیان دراز، دادگاه پاپ به عنوان دولت کلیسای کاتولیک انجام وظیفه می‌کرده است.
مقر پاپ، مجموعهٔ حوزهٔ قضایی روحانی اسقف رم است که پاپ از انتخابات و قدرت و مزایای کلیسای کاتولیک و جامعهٔ بین‌الملل استفاده می‌کند. به‌طور سنتی، رم نقش مرکزی در کلیسای کاتولیک دارد. پاپ دوران اسقفی خود را به عنوان اسقف رم آغاز می‌کند ولی لازم نیست در آنجا زندگی کند. هر جایی که پاپ برای سکونت انتخاب کند، دولت مرکزی کلیسا در آنجا خواهد بود. از سال ۱۳۰۹ تا ۱۳۷۸، پاپ‌ها در آویگنون سکنی
گزیده‌اند که زمانی به کنایه از تبعیدگاه بابل، اسرائیل، به نام بابیلونیان خوانده می‌شد.
لقب بزرگ غرب برای اولین بار توسط پاپ تئودور در سال ۶۴۲ استفاده شد. در واقع، تا سال ۱۸۶۳ در کتاب سالانهٔ پاپ ثبت نشده بود. لقب بزرگ غرب نشانهٔ روابط ویژه و عادلانهٔ پاپ با کلیسای لاتین است و از قلم افتادن این لقب به هیچ وجه باعث تغییر روابط و تحریف روابط بین مقر پاپ و کلیساهای شرقی نشده است. از آنجایی که در کلیساهای شرقی، لقب پاپ برای اسقف رم استفاده نمی‌شود، بیشتر از لقب «پاپ رم» استفاده می‌کنند.

## نشان رسمی و علائم

نشان پاپی

- "Triregnum" تاج پاپ که "تیاراً و "تاج سه‌گانه" نیز نامیده می‌شود مورد استفاده پاپ‌های اخیر قرار گرفته زیرا سمبل پاپی است و هنوز منسوخ نشده است. در مراسم عبادت، پاپ کلاه پارچه‌ای بلندی بر سر می‌گذارد.
- پالیوم، (نواری به ضخامت دو اینچ که بر روی گردن و سینه و شانه‌ها انداخته می‌شود و بطول دوازده اینچ از پشت و جلو آویزان می‌شود و با شش صلیب سیاه کوچک در اطراف گردن، پشت، شانه‌ها و قسمت‌های آویخته، تزئین شده است) بر تن می‌کند.
- "کلیدهای پادشاهی آسمان" تصویر دو کلید است که یکی از نقره و دیگری از طلا است. کلید نقره‌ای سمبل قدرت بدست آوردن و از دست دادن در روی زمین و کلید طلایی سمبل قدرت بدست آوردن و از دست دادن در آسمان است.
- حلقهٔ فیشرمن، یک حلقهٔ طلایی مزین به ترسیمهٔ سنت پیتر در حال انداختن تور به نام پاپ در اطراف آن.
- "Umbracullum"، یک سایبان یا چتر از رنگ‌های راه راه قرمز و طلایی تشکیل شده است.
- " Sedia gestatoria "، یک تخت مشترک که بوسیلهٔ دوازده نفر حمل می‌شود و دو نفر که لباس‌های بافته شده از پر شترمرغ flabella پوشیده‌اند به همراه آن در مراسم حضور می‌یابند. استفاده از این تخت روان و flabella توسط پاپ ژان پل دوم منسوخ گردید.

هر پاپ نشان مخصوص به خود را دارد. پرچم مخصوص پاپ اغلب به رنگ زرد و سفید پرچم واتیکان است و علائم پاپ (دو کلید به صورت صلیب) روی آن قرار دارند.
این پرچم برای اولین بار در سال ۱۸۰۸ طراحی شد. در حالیکه پرچم قبلی به رنگ قرمز و طلایی بود. با انتخاب بندیکت شانزدهم در سال ۲۰۰۵، علامت مخصوص او یک تاج با سه خط افقی به همراه بالیوم است که نشانهٔ قدرت باستانی تاج است. از قلم افتادن کلاه پاپ در علامت شخصی پاپ دلیلی بر حذف شدن آن از رسوم پاپی نخواهد بود.

## وضعیت و اختیارات

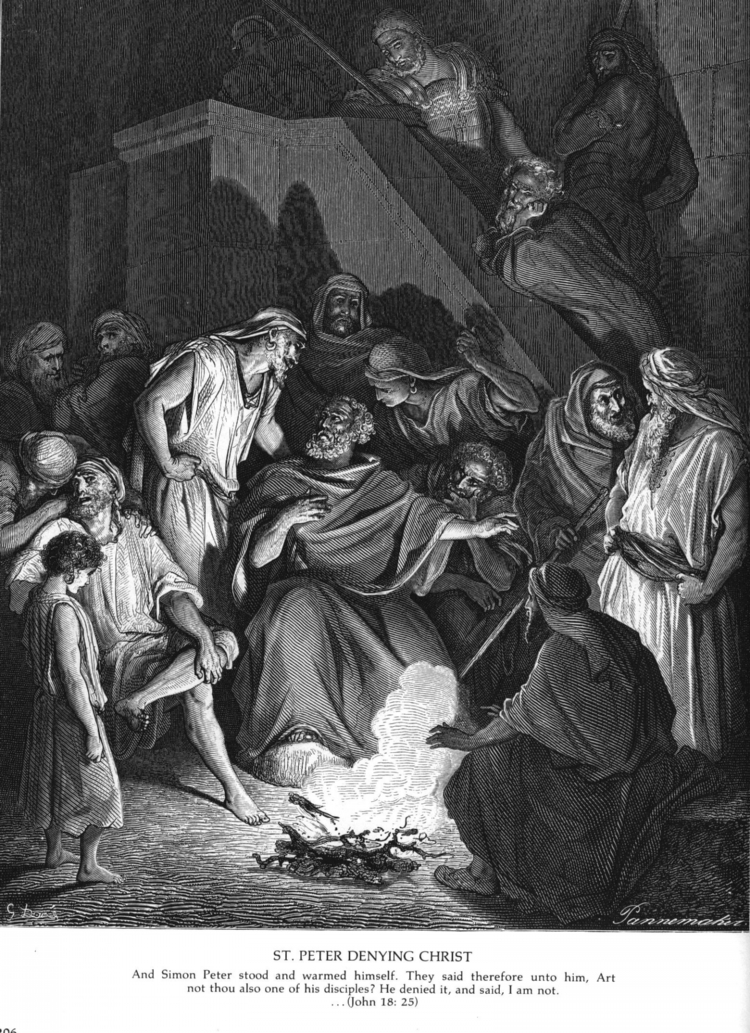
سنت پیتر در حال انکار مسیح، اثر گوستاڤ دوره

اختیارات و قدرت پاپ در کلیسای کاتولیک توسط اولین انجمن واتیکان به‌طور قطع تعریف شده است و در قانون قطعی کلیسای مسیح به تاریخ ۱۸ ژولای ۱۸۷۰ ثبت شده است. فصل اول از این اسناد با عنوان «تأسیس برتری پاپی پیتر» اشاره می‌کند که با توجه به انجیل، گسترش عدل خداوند در تمامی کلیساها به پیتر مژده داده شده بود و توسط خداوند (مسیح) به او داده شده بود «هر کسی که بگوید پیتر توسط ع
عیسی مسیح به عنوان سرآمد تمامی حواریون و سر کردهٔ ملت مسیح انتخاب نشده یا اعلام کند که صداقت و قضاوت و افتخار مستقیماً از عیسی مسیح به او نرسیده است، بگذارید مورد لعن و نفرین قرار گیرد.»
فصل دوم قانون قطعی به نام «در دوام برتری پیتر در پاپ‌های رم» بیان می‌کند که سرور ما عیسی مسیح کلیسایی را در برابر صخره برای پیتر بنا نهاد که تا ابد قدرت مسیح باقی بماند و «اگر کسی بگوید که این بنا به دست حضرت مسیح ساخته نشده است، و پیتر باید جانشینانی در تمامی کلیسا داشته باشد یا پاپ رم جانشین پیتر نیست، بگذارید مورد لعن و نفرین قرار گیرد.»
فصل سوم قانون قطعی به نام " در نیرو و شخصیت برتری پاپ رم" می‌گوید "تعریف مجمع کلیساهای جهانی در انجمن فلورانس که باید مورد اعتماد تمامی مسیحیان با ایمان باشد، این است که پاپ رم و حواریون برتری بر تمامی دنیا دارند و پاپ رم جانشین پیتر است و جانشین حقیقی مسیح و رهبر کلیسا و پدر و معلم تمامی مردم مسیحی محسوب می‌شود " با قدرت خداوند، کلیسای رم دارای نیرویی عظیم است که بر تمامی کلیساها برتری دارد" و " ایمان و روحانیت، هر دو بر روی هم وسیله‌ای برای حفظ این نیرو و اطاعت صحیح از فرمان خداوند هستند."
قدرت پاپ در قانون قطعی چنین تعریف شده است: " او قاضی اعظم مومنین است، و تمامی موارد خاص باید تحت نظر او قضاوت شوند " و " هیچ قدرتی بالاتر از او نیست و هیچ‌کس نمی‌تواند قانوناً بر او پیشی بگیرد." (پاپ قدرت برتر و کامل و قاطع و جهانی کلیسا است و او آزادانه از نیرویش استفاده می‌کند)
وقتی پاپ رم می‌گوید «اکس کاتورا» یعنی پاپ راهبر و معلم تمامی مسیحیان است و بخاطر اختیارات پاپی که دارد، آداب و شروط مؤمن بودن یا کافر بودن را تعریف می‌کند که تمامی کلیساها باید رعایت کنند، او به کمک اهلی که به پیتر وعده داده شده بود، سقوط ناپذیر است؛ بنابراین چنین تعاریفی از پاپ‌های رم غیرقابل تغییر است.

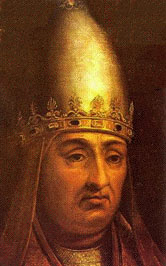
پاپ بونیفاس هشتم

کلیسای کاتولیک می‌آموزد که هر موجودی برای نجات و رستگاری باید پیرو پاپ رم (پاپ بونیفیس هشتم) باشد. این آموزه گاهی به این صورت بیان می‌شود که خارج از کلیسا رستگاری وجود ندارد که توسط بسیاری از پاپ‌ها در طول قرن‌های مختلف تأیید شده است.
پاپ ژان بیست و سوم گفته است: «هیچ‌کس نمی‌تواند در زمرهٔ پیروان عیسی مسیح قرار بگیرد مگر آنکه توسط پاپ رم رهبری شود و تنها با این کار بشریت نجات خواهد یافت.»
پاپ پل ششم نیز می‌گوید: «افراد خارج از کلیسا دارای روح مقدس نیستند. کلیسای کاتولیک به تنهایی پایهٔ مسیح است و هر که از پایه جدا شود، جزو پیروان مسیح به‌شمار نمی‌آید.»
هرچند این تصمیمات توسط کاتولیک‌ها و غیر کاتولیک‌ها، شبیه به هم تعبیر شده است، بسیاری از پاپ‌ها تأکید کرده‌اند که آن‌هایی که به‌طور شکست ناپذیری از دین کاتولیک غافل اند می‌توانند نجات پیدا کنند. پاپ پیوس نهم در سال ۱۸۶۸ در سخنرانی خود اعلام کرد: "ما همگی می‌دانیم که آنهایی که غافلند ولی به دین ما احترام می‌گذارند، اگر قوانین طبعیت را که خداوند در دل تمامی بشریت قرار داده، رعایت کنند، اگر از خداوند اطاعت کنند و اگر زندگی پاکدامن و پر مسئولیتی داشته باشند، می‌توانند با نیروی خداوندی، زندگی جاویدان را بدست بیاورند." پاپ ژان پل دوم می‌گوید: "واضح است که امروز بسیاری از مردم مانند گذشته فرصت شناخت و پذیرفتن انجیل و وارد شدن به کلیسا را ندارند. چنین افرادی در دین مسیح با زندگی توأم با عفت و پاکی که رابطه‌ای عجیب با کلیسا برقرار می‌کند و راه رستگاری را به آن‌ها نشان می‌دهد، نجات می‌یابند. این لطف خداوندی از مسیح سرچشمه می‌گیرد، این نتیجهٔ خشنودی اوست. این عامل باعث رستگاری هر انسانی می‌شود.
در کتاب تعلیمات و دستورهای کلیسای کاتولیک چنین نوشته شده است:
"۸۱۷" در واقع در این کلیسای خداوند از زمان شروع آن، اختلافات زیادی به وجود آمده که حواریون آن را نکوهش می‌کنند؛ ولی در قرن‌های بعدی، اختلافات مهم‌تری به وجود آمد و جوامع گسترده‌ای از ارتباط با کلیسای کاتولیک جدا شدند. از اختلافاتی که بدنهٔ مسیح را جریحه دار کرد می‌توان به کفر، بازگشت از دین و تفرقه در کلیسا اشاره کرد.
هر جایی که گناه وجود دارد، تفرقه و جدایی و کفر و اختلاف نیز وجود دارد. در جایی که تقوا و جود دارد، هماهنگی و وحدت نیز وجود دارد که قلب و روح تمامی مؤمنین را برمی‌انگیزد. (cf. CIC, can.751)

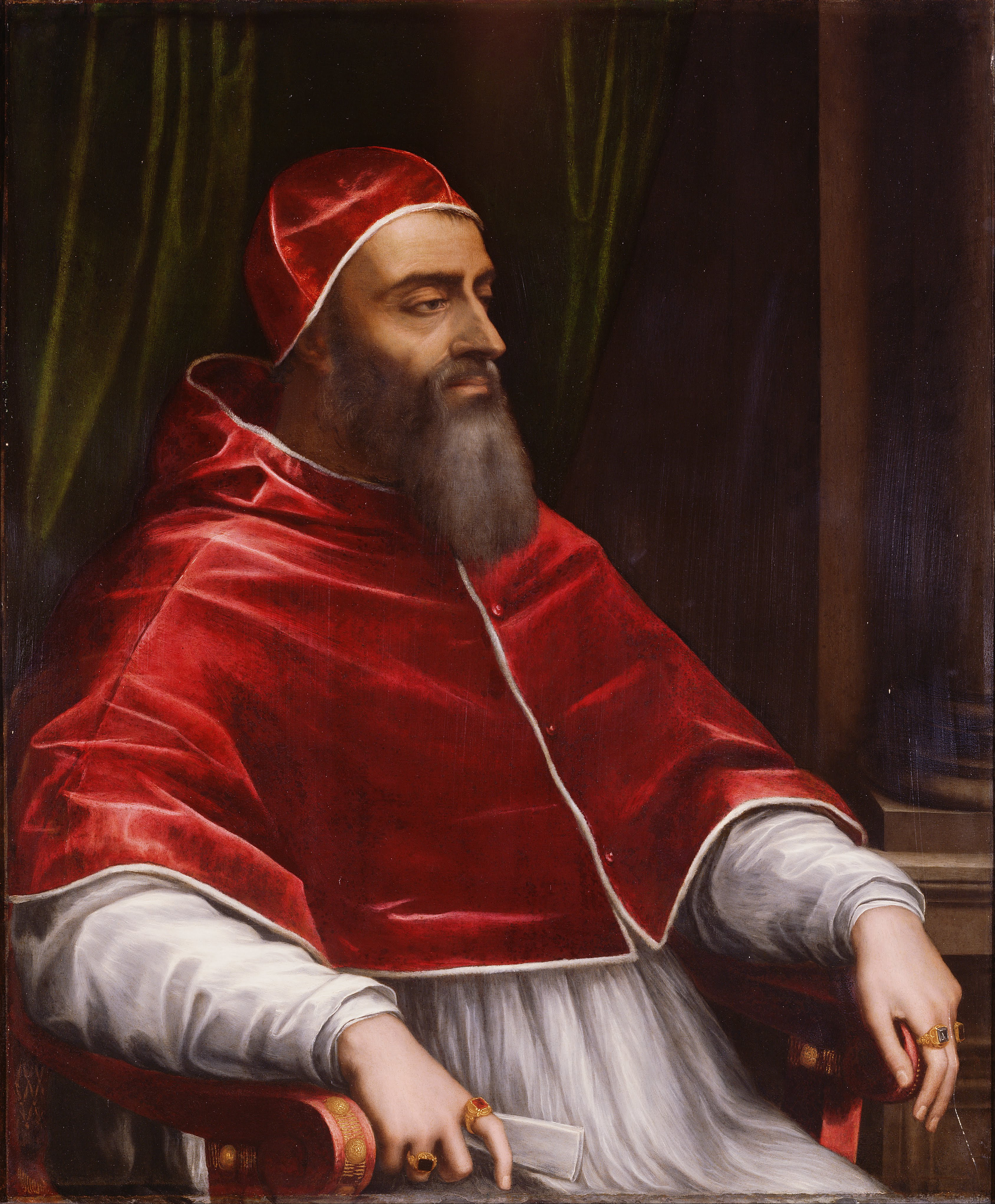
کلمنت هفتم

""۸۱۸"" هرچند کسی نمی‌تواند هزینهٔ گناه جدایی و تفرقه در گذشته و جوامع امروزی را بپذیرد، آن‌ها با ایمان به مسیح بزرگ شده‌اند و کلیسای کاتولیک آنان را مانند برادران خود می‌پذیرد. تمامی کسانی که با غسل تعمید به دنیا آمده‌اند، متعلق به مسیح هستند و حق دارند که مسیحی نامیده بشوند و به عنوان برادر کودکان کلیسای کاتولیک پذیرفته شوند. (UR ۳۱)
""۸۱۹"" بسیاری از عوامل تطهیر صداقت (LG ۸ ۲) خارج از محدودهٔ مرئی کلیسای کاتولیک یافت می‌شوند. " کلمات خداوند، زندگی با رحمت، ایمان، امید و کار خیر به همراه دیگر هدایای دروین روح مقدس." (UR 32,cf. LG ۱۵) روح مسیح از این کلیساها و جوامع مذهبی به عنوان وسیلهٔ رستگاری استفاده می‌کند که نیرویش از رحمت و صداقت مسیح به کلیسای کاتولیک، گرفته می‌شود. تمامی این رحمت‌ها از سوی مسیح می‌آیند (cf.UR 3) و در درون خود، اتحادیهٔ کاتولیک نامیده می‌شوند.
پاپ نیروهای زیادی دارد که اعمال می‌کند. او می‌تواند اسقف‌ها را انتخاب کند، قلمرو اسقف را ایجاد کند یا توقیف کند، کارهای «دیکاستر» های رم را تأیید کند یا باطل اعلام کند، آئین مناجات را املاء کند، قانون کلیسای کاتولیک را اصلاح کند، فرمان‌های کلیسایی را به آن بیفزاید، به عنوان قاضی عمل کند، بخشنامه عمومی منتشر کند و مفاهیمی را که تمامی کاتولیک‌ها باید به آن ایمان داشته باشند را ترویج دهد. بسیاری از این وظایف توسط دیکاسترهای رم انجام می‌شود و پاپ بر آن‌ها نظاره می‌کند.

## نقش سیاسی

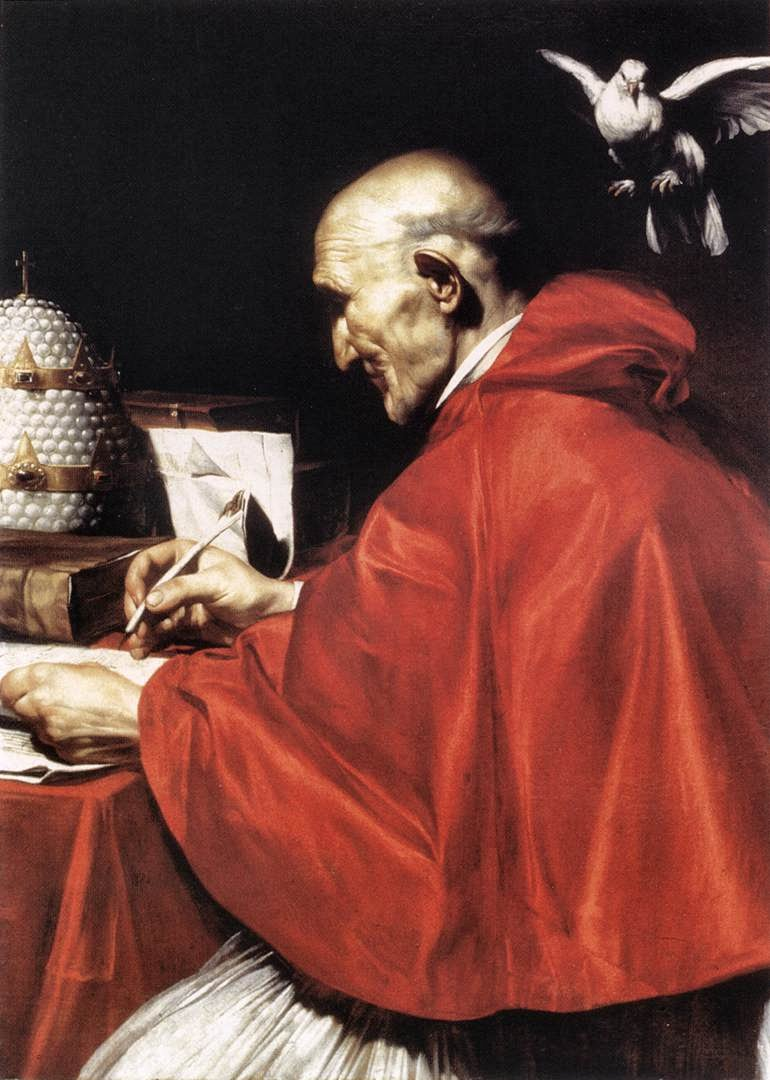
پاپ گریگوری یکم

در حین مسیحی شدن تدریجی امپراتوری روم در قرن چهارم، اسقف‌ها اختیارات زیادی نداشتند و افول تدریجی امپراتوری در قرن پنجم باعث افزایش قدرت پاپ در رم گردید و تعداد اسقف‌ها در شهرهای مختلف افزایش یافت. این وضعیت به عنوان رهبر روحانی و سیاسی در پاپ لئو اول به خوبی مشهود بود که در تقابل با آتیلا در سال ۴۵۲ بود. در سال ۷۵۴ پادشاه فرانک‌ها به نام پیپین جوان، محدودهٔ ایالات پاپی را به پاپ اهدا کرد. در سال ۸۰۰ لئو سوم، شارلمانی، پادشاه فرانک‌ها را به عنوان امپراتور مقدس روم تاجگذاری کرد تا قدم بزرگی به سمت ایجاد امپراتوری مقدس روم، بردارد. همانگونه که قبلاً اشاره شد، حکومت پاپ بر منطقهٔ ایالات پاپی در سال ۱۸۷۰ با پیوستن آن به ایتالیا، پایان یافت.
علاوه بر جایگاه پاپ به عنوان حکمران و اسقف اعظم مسیحیت، به‌خصوص در مورد پاپ الکساندر ششم و پاپ ژولیوس دوم، و به عنوان رهبر مذهبی امپراتوری مقدس روم (به‌خصوص دوران برجستهٔ اسقف‌هایی نظیر پاپ گریگوری هفتم و الکساندر سوم)، پاپ مقداری اختیارات سیاسی نیز دارا بوده که عبارتند از: «لاوابلیتر» در سال ۱۱۵۵ (به هنری دوم انگلیسی اجازه داده شد تا به ایرلند حمله کند)، «اینترکاتراس» در سال ۱۴۹۳ (منجر به عهدنامهٔ تردسیلاس در سال ۱۴۹۴ گردید که جهان را به منطقهٔ قدرت اسپانیا و پرتغال تقسیم کرد)، «رگنانس این اکسلسیس» در سال ۱۵۷۰ (طرد کردن ملکه انگلیس الیزابت یکم و تقاضای فسخ تابعیت وفاداران به او) و «اینتر گراویسیماس» در سال ۱۵۸۲ (پایه‌گذاری تقویم مسیحی).

## اعتراضات به سمت پاپی

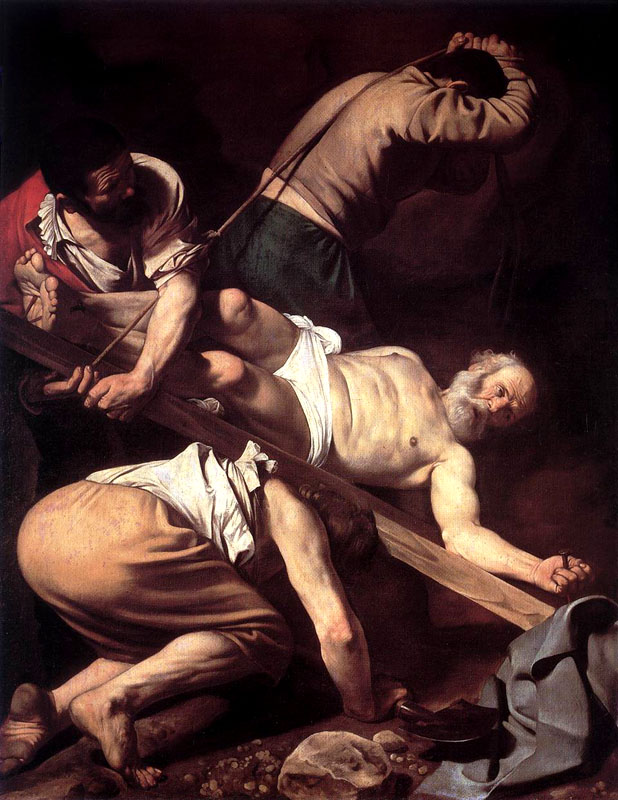
تصویر به صلیب کشیده شدن سنت پیتر اثر کاراواجیو.

جایگاه پاپ به عنوان اسقف برتر کلیساهای جهان، تعصبی است و بنابراین نمی‌توان راجع به آن در کلیساهای کاتولیک مجادله کرد. اولین انجمن واتیکان، تمامی کسانی را که باعث ایجاد اختلاف می‌شوند و در مقام رفیع پاپ تردید دارند، کافر و ملحد اعلام کرد. هرچند، در خارج از کلیسای مسیح راجع به اختیارات پاپ بحث و گفتگو می‌شود، این اعتراضات در مذهب‌های مختلف، متفاوت است ولی می‌توان گفت که (۱) اعتراضات به برتری پاپ بسیار گسترده است، (۲) اعتراض به وجود برتری نیز وجود دارد.
برخی جوامع مسیحی غیر کاتولیک رمی، مانند کلیسای آسیران شرق، کلیسای ارتدوکس شرقی، کلیسای ارتدوکس مشرقی، جامعهٔ کلیسای انگلیس، کلیساهای مسیحی مستقل و برخی طرفداران لوتران، آئین جانشینی وابسته به پاپ را پذیرفته‌اند و بنابراین (تا حدودی) وجود مقام رفیع پاپ را قبول کرده‌اند. هرچند، این کلیساها عموماً نمی‌پذیرند که پاپ جانشین سنت پیتر است و این سؤال را مطرح می‌کنند که آیا سنت پیتر هرگز اسقف رم بوده است؟ بنابراین، برتری پاپ را به عنوان اسقف اعظم امپراتوری رم قبول دارند که این تعریف به صداقت در بند ۲۸ قانون کلیسای انجمن کالکدون، رشد شده است. این کلیساها هیچ مشروعیت و لزومی در بنیان‌گذاری پاپ به عنوان «قاضی قاطع جهانی» و سقوط ناپذیری او نمی‌بینند. به این علت که هیچ‌کدام از آنها، اولین انجمن واتیکان را به عنوان یک کلیسای جهانی قبول ندارند و تعریفات و قضاوت‌ها (و کافر شمردن آن‌هایی که به آن‌ها اعتقاد ندارند) را معتبر نمی‌دانند. آن‌ها اصطلاحاً چنین ادعاهایی را «نگرش به ارتفاعات» خطاب می‌کنند.

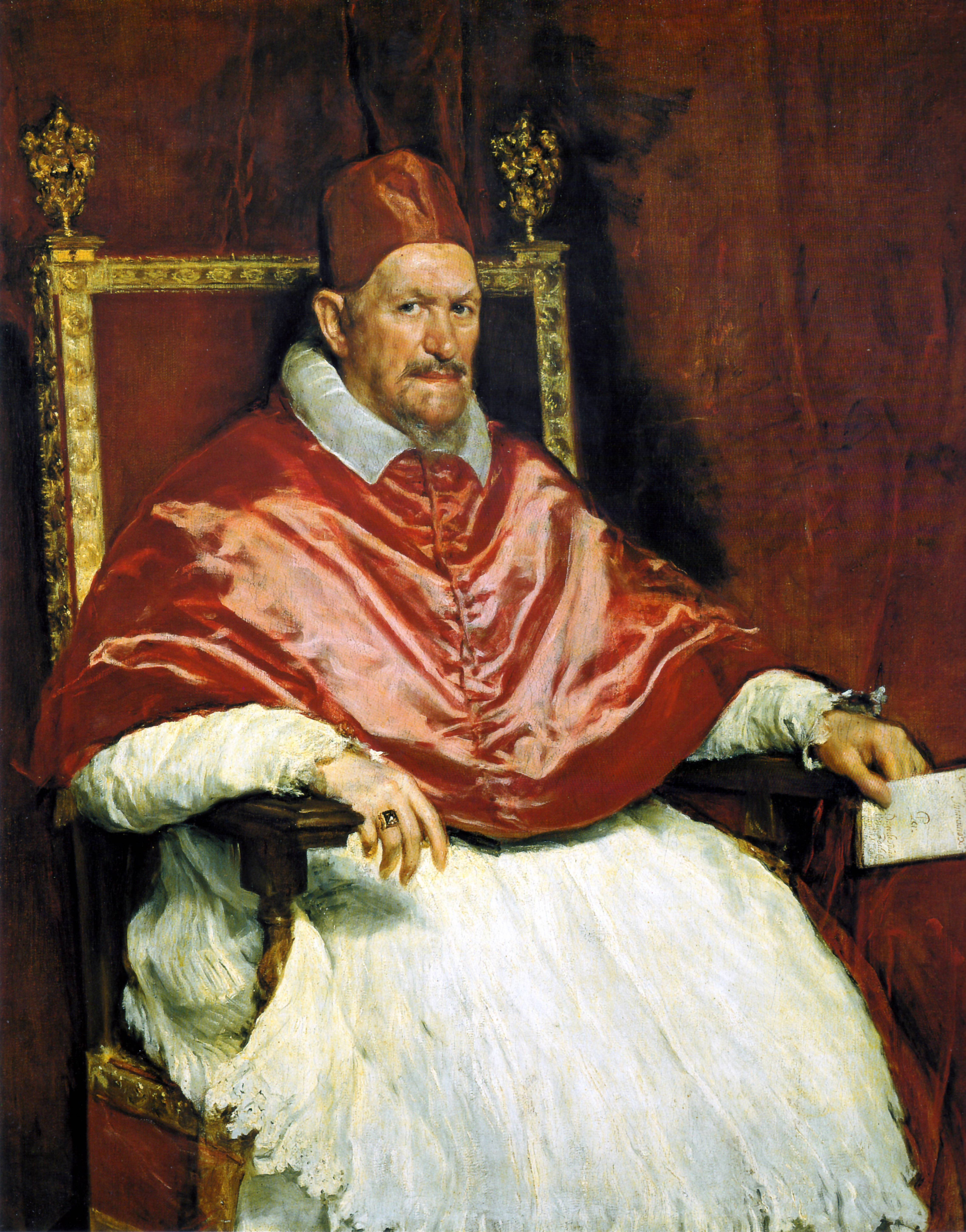
پرتره پاپ اینوسنت دهم اثر دیه‌گو ولاسکس

سایر مذاهب مسیحی غیر کاتولیک، اصول جانشینی پاپی را نمی‌پذیرند یا آن را در نظام سلسله مراتبی نمی‌دانند و بنابراین، برتری پاپ و قضاوت‌های او را نمی‌پذیرند و معصومیت پاپ را مغایر با کتاب مقدس می‌دانند. روابط پیچیدهٔ نظام پاپی با رم، امپراتوری بیزانس و سایر کشورها، و ادعاهای اختیارات پاپ در ایتالیا نیز از دیگر موارد مورد اعتراض است همچنین به شخصیت سلطنتی دفتر پاپ نیز اعتراض می‌شود. در مسیحیت غربی این اعتراضات – و قدرت بیان تندی که دارند – منجر به اصلاحات و به وجود آمدن پروتستانیسم شده است. این مذاهب معتقدند که اختیارات پاپ شرعی و بر حق نیست و پاپ پیامبر نادرستی است که راجع به آن در کتاب مکاشفه یوحنا صحبت شده است.
این مذاهب تفاوت‌های زیادی با یکدیگر دارند و همانگونه که اشاره شد نظرات آن‌ها راجع به مشروعیت پاپ، مختلف است.
برخی از مخالفان از مباحث تجربی استفاده می‌کنند و به فساد برخی از متصدیان این مقام اشاره می‌کنند. برای مثال برخی از مدعیان جانشینی سنت پیتر مثل کالیکستوس سوم، الکساندر ششم از خاندان بورگیا، تحریف شده بودند و لیاقت داشتن نیروی حاکم بر قوانین زمین و آسمان را نداشتند. خداوند دانا و کریم به چنین افرادی نیروی کلیسای کاتولیک رم را نخواهد داد. مدافعان نظام پاپی می‌گویند که انجیل نشان می‌دهد که خداوند حتی با انسان‌های تحریف شده (مثل برخی از پادشاهان اسرائیل، حواری یهودا ایسکاریوت و حتی سنت پیتر پس از آنکه عیسی را انکار کرد) نیز بخشنده است. آن‌ها می‌گویند که پاپ‌های فاسد سعی در جدا کردن مراتب پاپی از ریشهٔ حواریون داشتند و موفق نشدن آن‌ها دلیلی است بر اینکه دفتر پاپ توسط نیروهای الهی محافظت می‌شود. برخی مخالفان برحسب عادت، کلیسای کاتولیک و طرفدارانش را با واژهٔ تحقیرآمیز «پاپیست» صدا می‌زنند تا اعتقاد آن‌ها و توجه بی‌اندازه به مرکزیت دفتر پاپ را نکوهش کنند.

## سایر پاپ‌ها

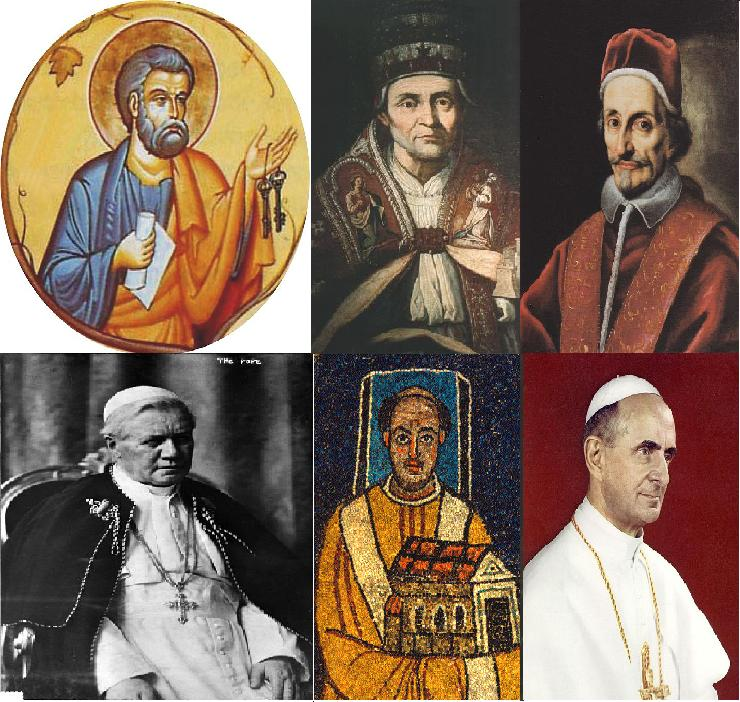
برخی از پاپ‌های شناخته‌شده

در قرن‌های اول مسیحیت، لقب «پاپ» به معنی «پدر» برای تمامی اسقف‌ها استفاده می‌شد. در طول زمان این لقب به اسقف رم محدود شد. امروزه رهبران کلیسای ارتدکس قبطی، کلیسای کاتولیک قبطی و کلیسای ارتدکس شرقی الکساندریا نیز «پاپ» نامیده می‌شوند که قبلاً «پاپ قبطی» نامیده می‌شدند؛ و پاپ الکساندریا و شیح مقر پاپ سنت مارک به نام «پاپ و بزرگ الکساندریا و تمامی آفریقا» خوانده می‌شد.
«ضد پاپ» کسی است که تقاضای اسقفی کردن بدون انتخاب کلیسایی را دارند. وجود ضد پاپ بخاطر مجادله‌های اعتقادی با کلیسا است که چه کسی پاپ قانونی و مشروع زمان است. هرچند جنبش‌های ضد پاپ زمانی گسترده بوند، اکنون بسیار نادر و در حاشیه هستند.
«پاپ سیاه» لقبی خفت‌آور است که به رهبر جامعهٔ عیسویون به خاطر پوشیدن قبای سیاه گفته می‌شود در حالی که پاپ همیشه ردای سفید بر تن دارد.
کاردینال کامل جامعهٔ ترویج دهندگان دین مسیحی (که قبلاً جایگاه مقدسی برای ترویج ایمان بود) به لقب «پاپ قرمز» شناخته می‌شود. قرمز به خاطر اینکه کاردینال است و پاپ بخاطر اینکه او تقریباً قدرت مطلق را در محدوده‌های کاتولیک و به‌خصوص کلیساهای آسیا و آفریقا در اختیار دارد.Sandro Magister, www.chiesa).
در کلیسای ارتدکس روسی و کلیسای ارتدکس صربی، کشیش‌های دهکده‌ها را گاهی پاپ صدا می‌کنند. هرچند گاهی، بسته به فرد متکلم، این لقب برای توهین به کشیش استفاده می‌شود.

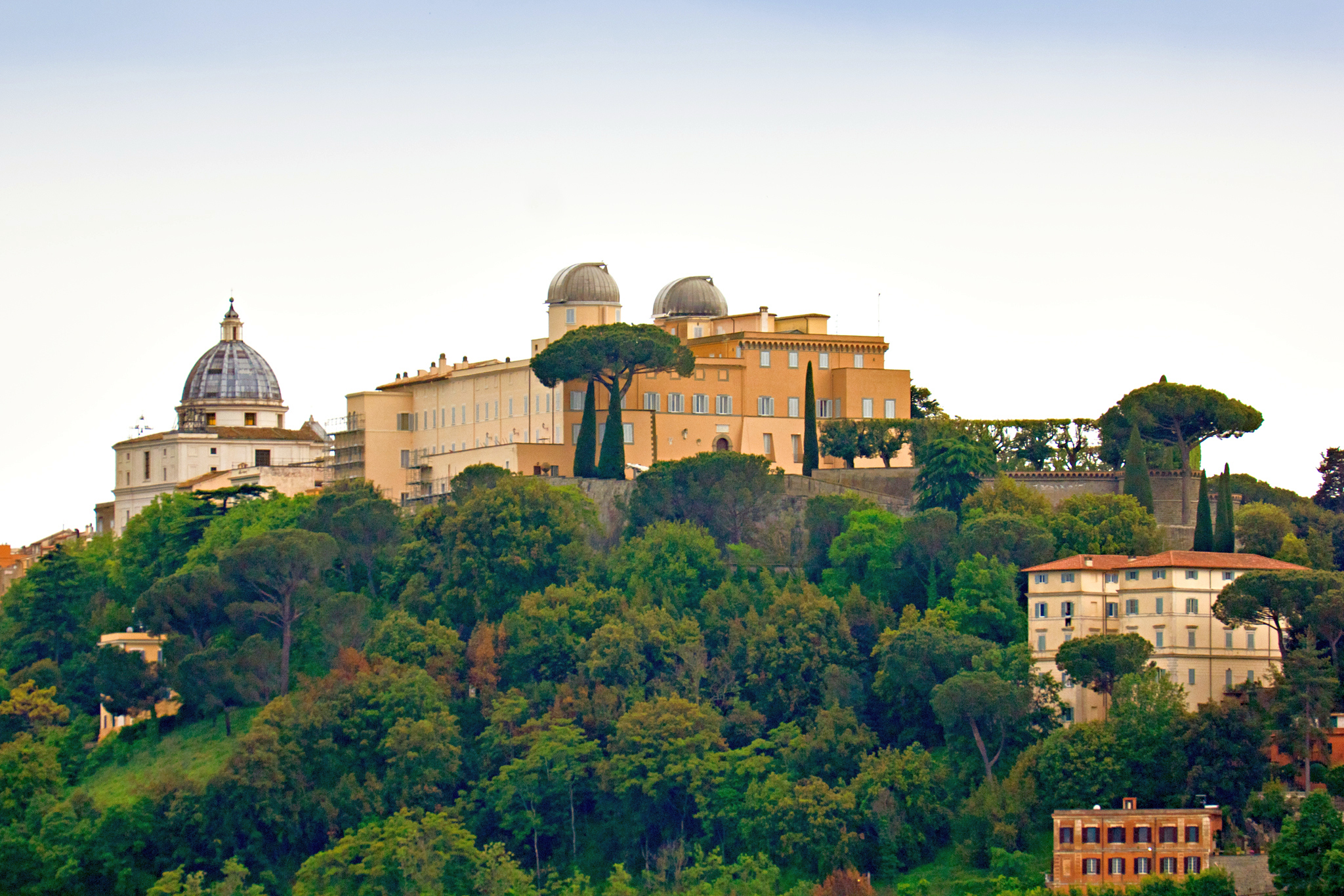
نمایی از کاخ کاستل گاندولفو، ویلای تابستانی مورد استفادهٔ پاپ در کاستل گاندولفو، ایتالیا.